# Kärrbäckssjön
Kärrbäckssjön är en sjö i Sala kommun i Uppland och ingår i Norrströms huvudavrinningsområde.